# Hylogomphus adelphus
Hylogomphus adelphus is een echte lible uit de familie van de rombouten (Gomphidae).
De wetenschappelijke naam van de soort werd in 1858 als Gomphus adelphus gepubliceerd door Edmond de Selys Longchamps.

## Synoniemen
- Gomphus brevis Hagen, 1878